# Coleophora lenae
Coleophora lenae é uma espécie de mariposa do gênero Coleophora pertencente à família Coleophoridae.